# Умная мина
«Умная мина» — вид наземных и морских мин следующего поколения, разрабатываемых вооруженными силами по всему миру.
Многие из «Умных мин» предназначены для самоуничтожения в течение заданного периода времени. Другие предназначены для автономного восстановления минных полей, что значительно усложняет разминирование. Разработка «умных» мин началась в ответ на международную кампанию по запрещению противопехотных мин как способ уменьшить количество ранений среди мирного населения и гражданского населения.

## Применение

### Австралия
23 января 2023 года правительство Австралии заявило о планах приобретения усовершенствованных морских мин для защиты своих портов и морских путей от действий «потенциального агрессора». Сообщение было сделано на фоне заявлений КНР о планах усиления своего влияния в Тихоокеанском регионе. В заявлении министерства обороны Австралии говорится, что так называемые «умные мины» способны отличать военные корабли от кораблей других типов.